# Sympycnus piltarsis
Sympycnus piltarsis är en tvåvingeart som beskrevs av Becker 1922. Sympycnus piltarsis ingår i släktet Sympycnus och familjen styltflugor. Inga underarter finns listade i Catalogue of Life.